# Exercice isométrique
 (décembre 2017).
Dans le domaine de la musculation, les exercices isométriques (étymologie provenant du grec ancien ἴσος, « iso » signifiant « égal ») correspondent à une technique reposant sur une contraction dite « statique ». Cela correspond à la contraction volontaire des muscles agonistes et antagonistes, sans production de mouvement, pour immobiliser les segments osseux. La longueur d’ensemble tendino-musculaire ne change pas. Ainsi, il n’y a pas de déplacement articulaire,.

## Les différentes catégories d'exercices isométriques
Les exercices relevant de l’isométrie peuvent être divisés en deux grandes catégories : les exercices contre des résistances extérieures, et les exercices impliquant une auto-résistance (résistance contre soi-même).
Les exercices isométriques d’auto résistance peuvent être subdivisés en plusieurs catégories :
- Les exercices contre l’opposition d’un autre membre
- Les exercices contre les muscles antagonistes agissant sur la même articulation (co-activation)
- Les exercices continus ou intermittents (relevant sur l’alternance contraction-relâchement)

## Le principe de l'isométrie
Le principe des exercices isométriques est donc de parvenir à maintenir son corps dans une position particulière. Cela en résulte d’une contraction très puissante des muscles mobilisés. Les tensions volontaires produites à l’intérieur de ces derniers seraient de 10 % plus forte aux tensions maximales produites lors de la réalisation d’exercices reposant sur la contraction concentrique (qui est provoquée par des séries de mouvements).
La réalisation d’un entraînement isométrique repose uniquement sur le poids du corps, ce qui permet d’en exécuter les exercices de manière plus indépendante quant au choix du lieu où pratiquer. Toutefois, l’utilisation de poids (matériel tel que les haltères) reste facultative.

## Son utilité
L’efficacité de la contraction isométrique est contestée, car elle est réputée pour ne pas développer de masse musculaire, mais elle permet d’obtenir un gain de force (maximale), ce dernier étant spécifique à la position adoptée en exercice,.
En effet, l’isométrie demeure une composante essentielle du travail de force. Elle est donc non négligeable dans le cadre d’un programme d’entraînement, notamment grâce à sa capacité à mobiliser les nerfs et ses effets globalisants sur l’individu par l’association du travail agoniste et antagoniste.
Les exercices en isométrie, visant à augmenter les performances dans le cadre du développement de la force maximale, sont généralement utilisés en compléments d’autres activités sportives où il y demeure une importante composante isométrique, certains sports tels que le karaté, la lutte, l’escalade,.
Les exercices isométriques sont également utilisés à des fins thérapeutiques, telles que la kinésithérapie et la rééducation. Ceux-ci sont prescrits lorsque les déplacements articulaires sont contre-indiqués voire impossible.

## Historique
Dans les années 1950, des scientifiques allemands, Erich Albert Müller  et Theodor Hettinger  observent "que les contractions impliquant environ moins d'un tiers de la force maximale n'entraînent pas le développement du muscle. Si la contraction d'un muscle dépasse le tiers de sa force maximale, sa masse augmente et donc aussi sa force". Ensemble, ils ont publié plusieurs recherches,, et développé un programme d'entraînement basé sur des exercices isométriques   et l'un d'entre eux, Theodor Hettinger, en a publié un livre Physiology of Strength .  
Dans les années 1960, le professeur James Baley a mis l'efficacité des exercices isométriques à l'épreuve avec une expérimentation portant sur 104 étudiants de l'université du Connecticut. Les tests devaient mesurer les augmentations de force, d'endurance, de coordination et d'agilité. Cette recherche a montré des gains significatifs après un programme de 4 semaines d'exercices isométriques .

## Recherches menées par la NASA
La NASA a mené des recherches sur l'utilisation de l'isométrie pour prévenir l'atrophie musculaire que subissent les astronautes du fait de leur vie en apesanteur. Des exercices d'isométrie, d'allongement et de raccourcissement des muscles ont été étudiés et comparés. Les résultats ont montré que si ces trois types d'exercices favorisaient la croissance musculaire, l'isométrie ne parvenait pas à empêcher une diminution de la quantité de protéines contractiles présentes dans le tissu musculaire. Il en est résulté une dégradation du muscle au niveau moléculaire. Comme ce sont les protéines contractiles qui provoquent la contraction des muscles et leur donnent leur force physique, la NASA a conclu que l'isométrie n'est peut-être pas le meilleur moyen pour les astronautes de maintenir le tissu musculaire. .

## Exemple d'exercices isométriques
Voici une liste d'exercices relevant de l'isométrie :

### La planche

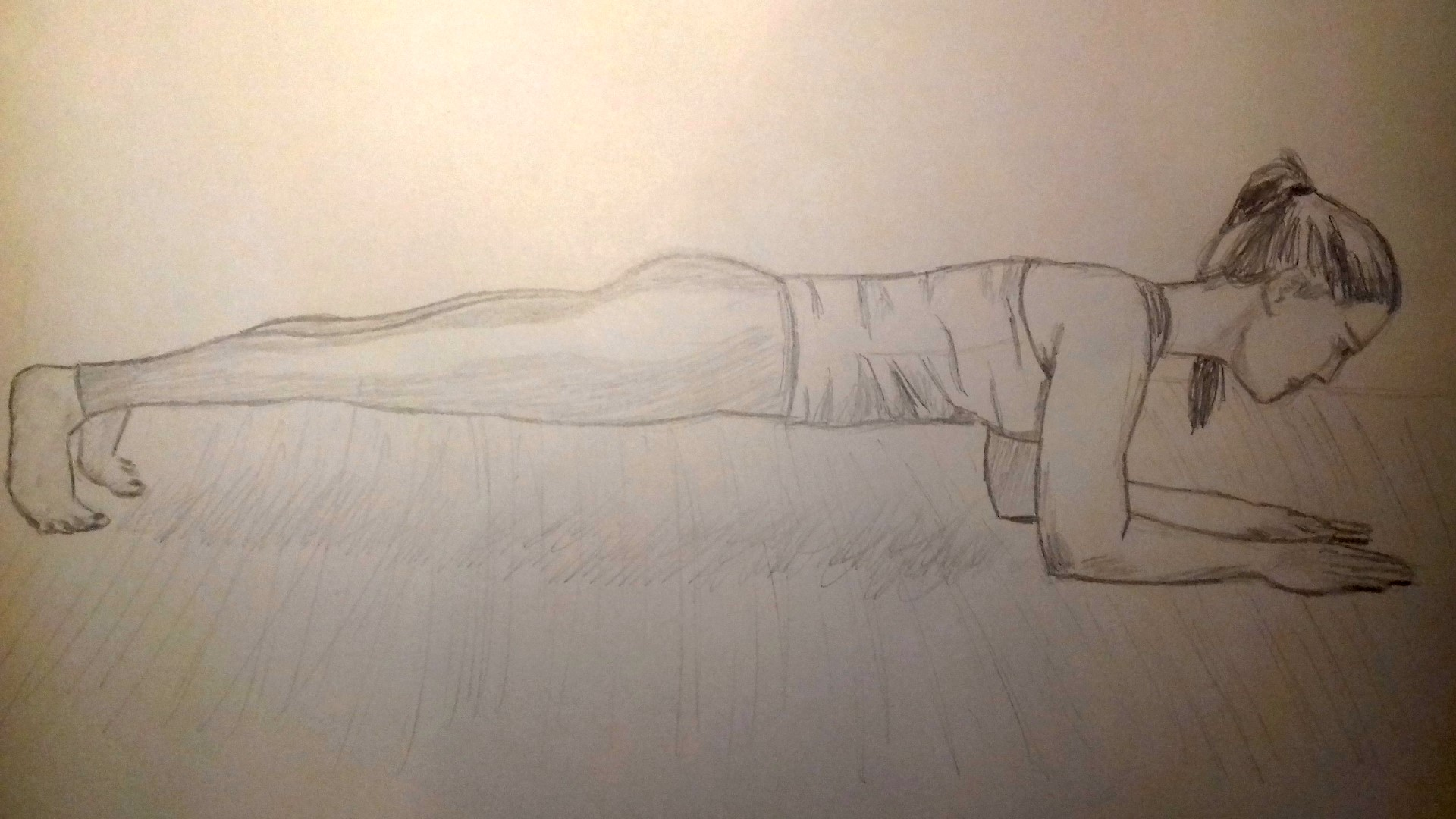
Exercice de la planche.

En appui sur les avant-bras et la pointe des pieds, le buste doit être bien aligné avec le reste du corps. Ce dernier doit former une ligne droite. Il s'agit d'un exercice de gainage qui permet de solliciter majoritairement les muscles abdominaux, notamment les muscles profonds tels que le transverse.

### La cuillère

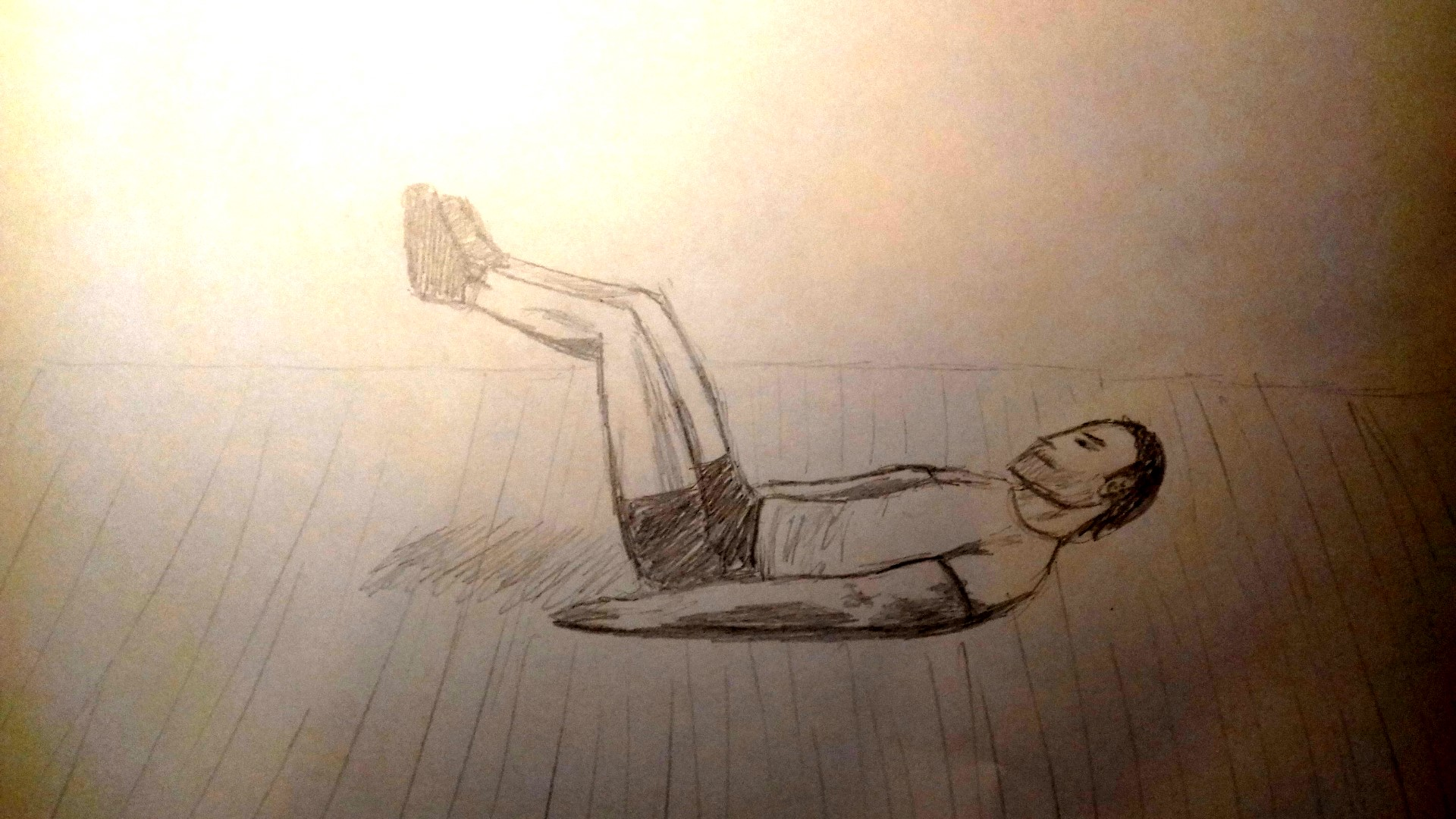
Exercice de la cuillère.

La cuillère est fondamentale quant au travail du muscle transverse. Cela consiste à plaquer les lombaires au sol tout en fléchissant les jambes, puis tendre les bras en décollant les épaules du sol. Il s'agit ensuite de lever les jambes à un angle de 90° et de maintenir la position.

### La poutre

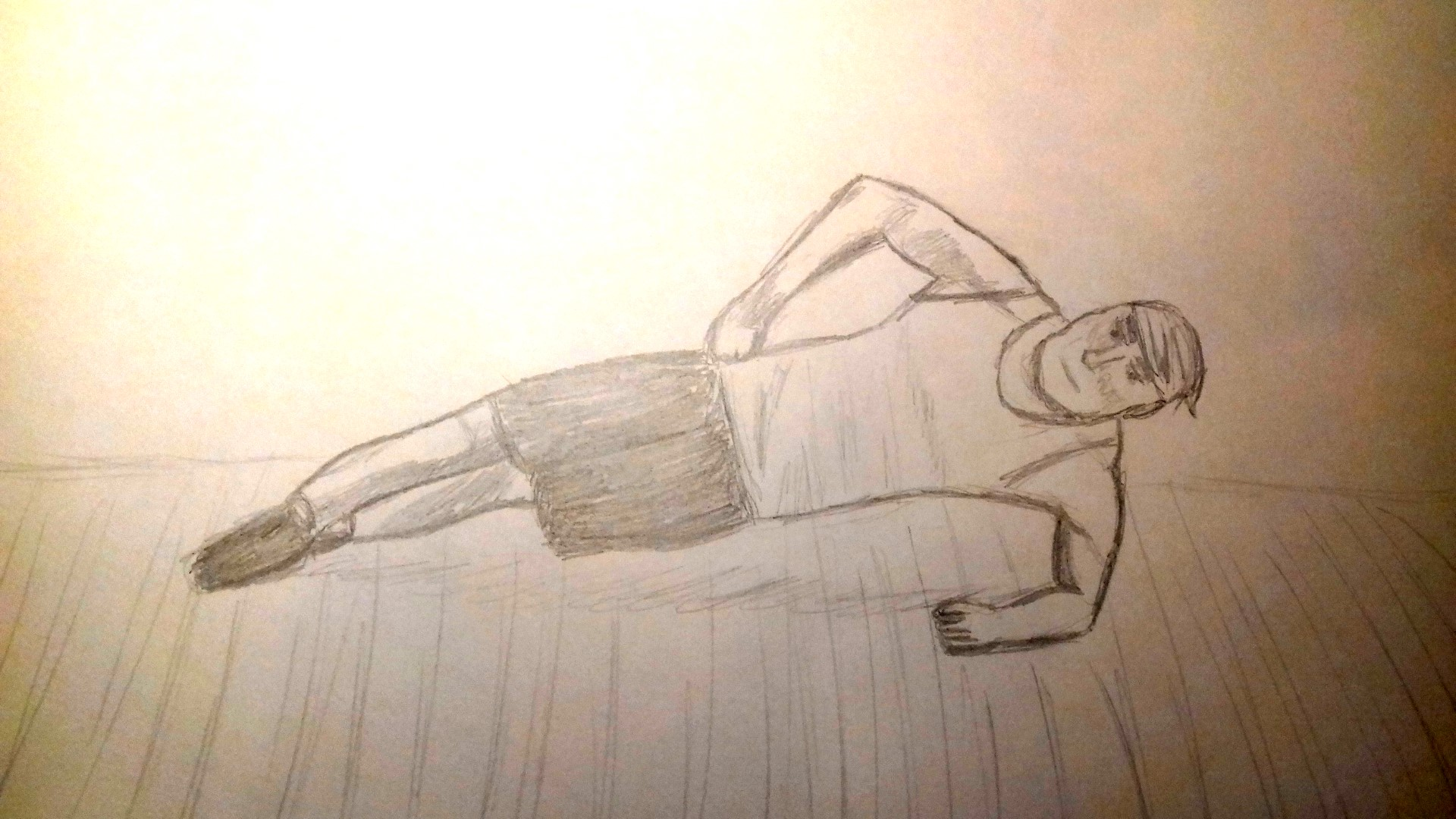
Exercice de la poutre.

Le corps est positionné de côté, appuyé sur un avant-bras ainsi que les deux pieds qui sont croisés. Cette posture des membres inférieurs permet d'obtenir un appui à trois points au sol. Cet exercice a pour but principal de faire travailler les muscles abdominaux, notamment les obliques.

### Le siège

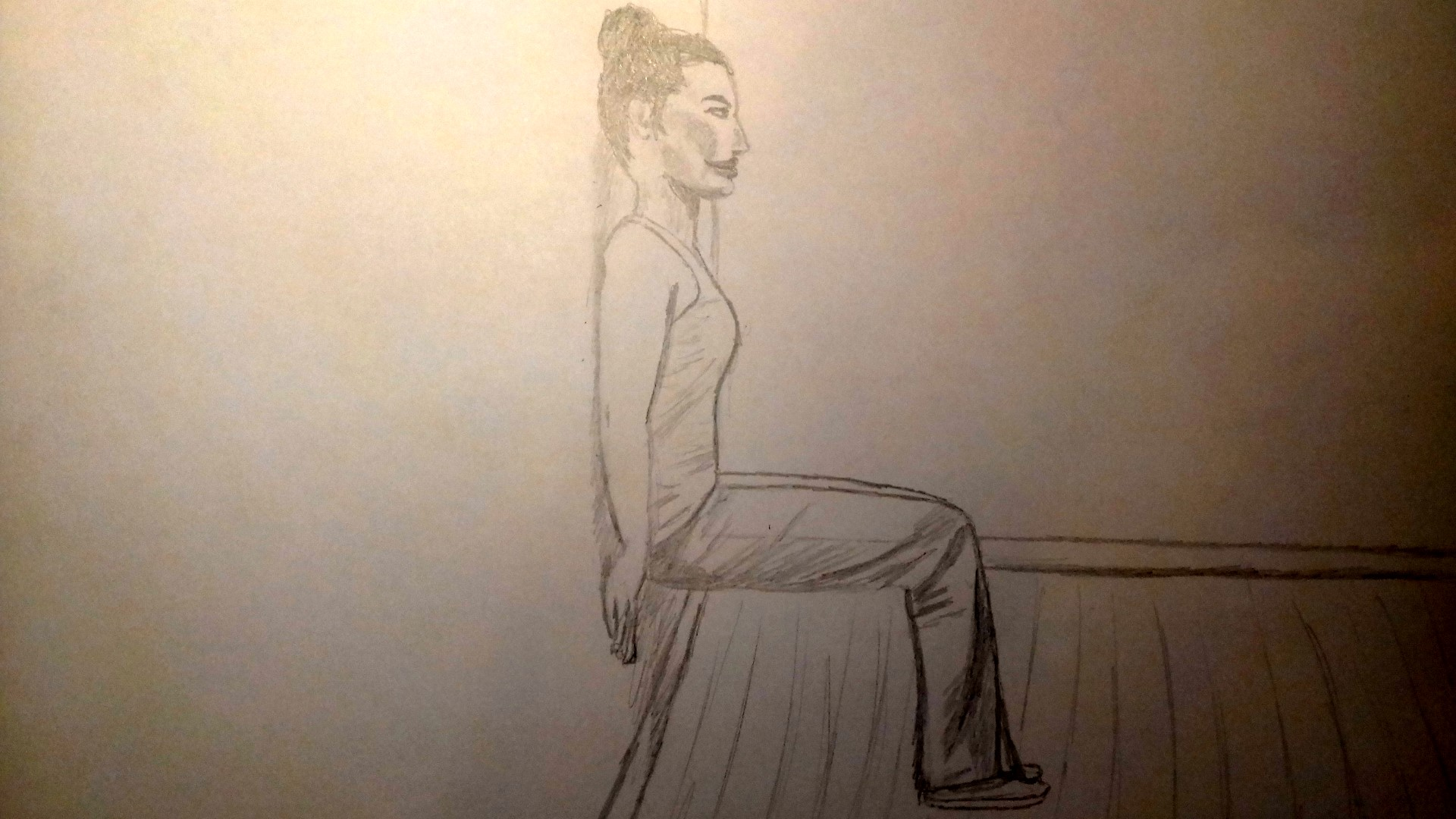
Exercice du siège.

Cet exercice consiste à s'adosser contre un mur et à adopter une position assise, comme si l'on était assis sur une chaise. Il faut ensuite maintenir la position. Cet exercice permet de renforcer tous les muscles de la cuisse, en particulier les quadriceps.

### La planche inversée

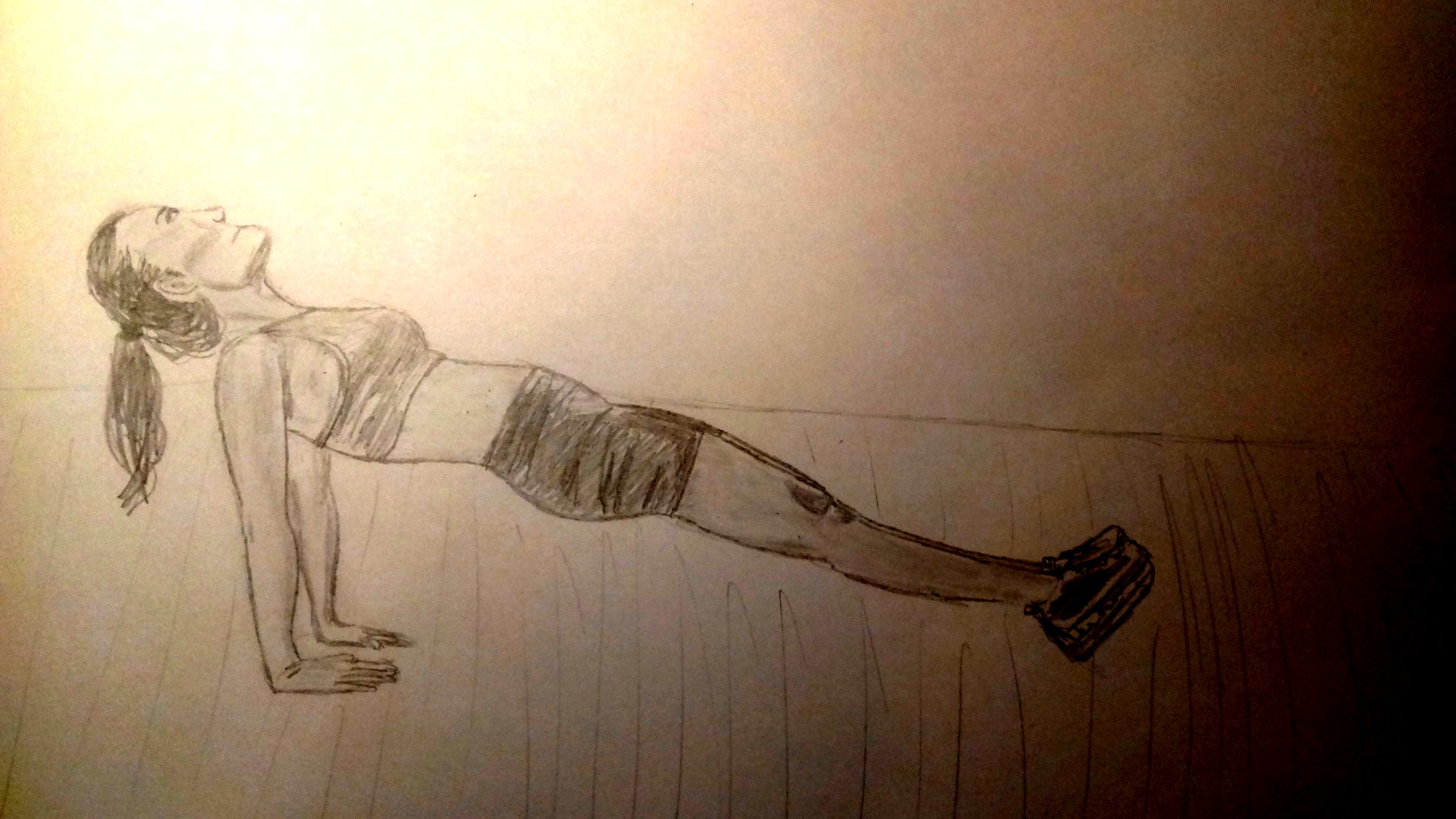
Exercice de la planche inversée.

Il s'agit de redresser le bassin en alignant le buste et les jambes. Il est possible, au choix, d'être en appui sur les mains ou les avant-bras.

### Le drapeau humain

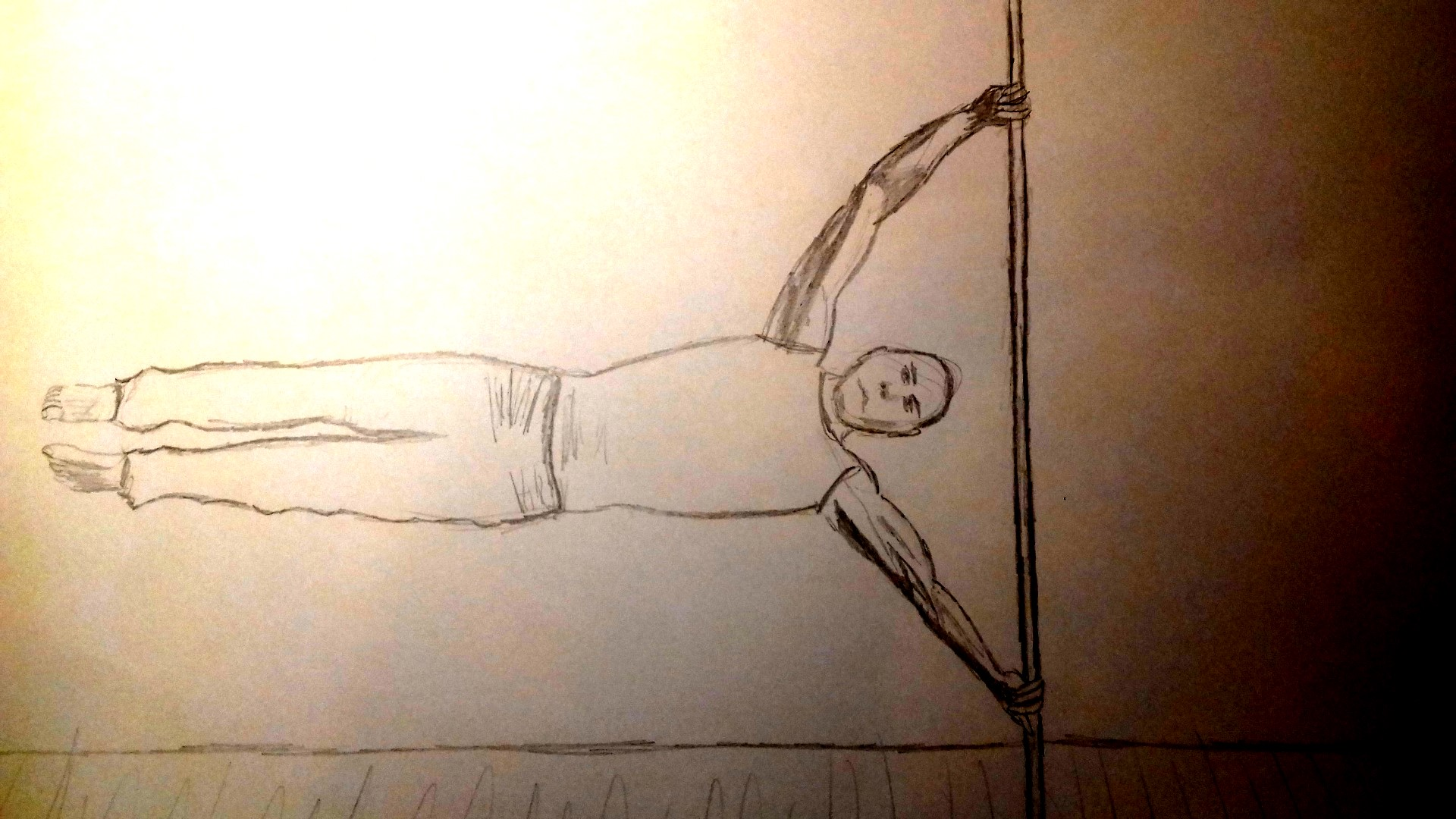
Exercice du drapeau humain.

Il s'agit d'une figure appartenant au domaine du street workout. Les façons d'exécuter cette figure sont variées.

### La position du cavalier (arts martiaux chinois)
La position est dite du cavalier, car elle simule la position d'un homme à cheval. Il est à noter qu'il n'est nulle part fait référence dans les caractères chinois à un cavalier, mais seulement au cheval (Ma). Peut-être peut-on penser à un cheval vu de profil dont les seules possibilités de déplacements sont d'aller vers l'avant ou vers l'arrière.
Cette position est une position ouverte au niveau du bas-ventre et ne peut donc être considérée que de côté[pas clair]. Elle est faible de face, mais très puissante sur les flancs. Plus les pieds sont parallèles plus la position est statique.
Le poids du corps est placé à 50 % sur chaque jambe.
La position peut être plus ou moins haute suivant les écoles, avoir les genoux plus ou moins sortis ou rentrés, avoir le bassin en antéversion ou en rétroversion.
Le dos est droit même s'il peut se trouver incliné.

Attention, cette position peut être néfaste pour les genoux si elle est trop basse, avec les pieds parallèles et les genoux forcés vers l'extérieur (problème de répartition du poids du corps).